# Chainat Hornbill Football Club
El Chainat Hornbill Football Club es un equipo de fútbol de Tailandia que juega en la Primera División de Tailandia, la segunda liga de fútbol más importante del país.

## Historia
Fue fundado en el año 2009 en la Provincia de Chainat con el nombre Chainat FC y fueron admitidos en la Liga Regional de la División Norte, logrando el ascenso a la Primera División de Tailandia un año después.
En solamente una temporada en el segundo nivel logran ascender a la Liga Premier de Tailandia por primera vez en su historia y para el 2014 cambiaron su nombre por el que usan actualmente.

## Palmarés
- Copa de Tailandia: 1

2016

## Entrenadores
| Nombre                       | País      | Periodo                             |
| ---------------------------- | --------- | ----------------------------------- |
| Songpol Wallop               | Tailandia | 2009-10                             |
| Issara Sritaro               | Tailandia | 2010-septiembre de 2012             |
| Surachai Jaturapattarapong   | Tailandia | Octubre de 2012–junio de 2014       |
| Jadet Meelarp                | Tailandia | Junio de 2014–noviembre de 2014     |
| Thawatchai Damrong-Ongtrakul | Tailandia | Noviembre de 2014–noviembre de 2015 |
| Issara Sritaro               | Tailandia | Noviembre de 2015–presente          |